# Điện Biên, thành phố Thanh Hóa
Điện Biên là một phường thuộc thành phố Thanh Hóa, tỉnh Thanh Hóa, Việt Nam.

## Địa lý
Phường Điện Biên nằm ở trung tâm thành phố Thanh Hóa, có vị trí địa lý:
- Phía đông giáp các phường Trường Thi và Lam Sơn
- Phía tây giáp phường Tân Sơn
- Phía nam giáp phường Lam Sơn
- Phía bắc giáp các phường Đông Thọ và Trường Thi.

Phường Điện Biên có diện tích 0,68 km².

### Dân cư
Tính đến ngày 31/12/2022, phường Điện Biên có quy mô dân số là 15.641 người (bao gồm dân số thường trú là 10.296 người, dân số tạm trú quy đổi là 5.345 người), mật độ dân số đạt 23.001 người/km².
Theo Tổng điều tra dân số và nhà ở năm 2019, phường Điện Biên có dân số là 6.554 người. Mật độ dân số đạt 9.638 người/km².
Dân số năm 2009 là 7.391 người, mật độ dân số đạt 10.869 người/km².
Dân số năm 1999 là 9.719 người, mật độ dân số đạt 14.293 người/km².

## Lịch sử
Từ xa xưa, vùng đất này thuộc địa phận làng Thọ Hạc, tổng Thọ Hạc, huyện Đông Sơn.
Năm 1954, tiểu khu Điện Biên thuộc thị xã Thanh Hóa được thành lập.
Ngày 3 tháng 7 năm 1981, Ủy ban nhân dân tỉnh Thanh Hóa ban hành Quyết định số 511 TC/UBTH về việc thống nhất tên gọi các phường trong nội thị thuộc thị xã. Theo đó, tiểu khu Điện Biên chuyển thành phường Điện Biên như hiện nay.

## Hành chính
Phường Điện Biên được chia thành 8 tổ dân phố: Đông Lân, Hàng Đồng, Hậu Thành, Lê Hoàn, Ngô Quyền, Nguyễn Du, Tô Vĩnh Diện, Triệu Quốc Đạt.